# Jens Odgaard
Jens Odgaard (* 31. März 1999 in Hillerød) ist ein dänischer Fußballspieler, der beim FC Bologna unter Vertrag steht.

## Karriere

### Verein
Odgaard begann in der Jugend seines Heimatvereins, dem Hillerød Fodbold. 2015 wechselte er dann zum Lyngby BK, wo er bis 2017 auch 16 Profispiele absolvierte. 2017 wechselte er zum italienischen Erstligisten Inter Mailand, wo er ausschließlich in der Jugend zum Einsatz kam. 2018 wechselte Odgaard für fünf Millionen Euro zum Ligakonkurrenten Sassuolo Calcio. Nach einem Spiel für Sassuolo wurde er an den SC Heerenveen verliehen. In der Eredivisie schoss Odgaard sieben Tore in 24 Spielen. Nach seiner Rückkehr wurde er direkt wieder verliehen, dieses Mal an den FC Lugano. Mitte Januar wurde die Leihe in der Schweiz abgebrochen und eine neue in die Serie B an Delfino Pescara ausgemacht. Seine Leihe beendete er mit 19 Zweitligaeinsätzen, einem Tor und dem Abstieg von Pescara in die Serie C. Für die Saison 2021/22 wurde er an den Erstdivisionär RKC Waalwijk verliehen. Dort debütierte er am 14. August 2021 (1. Spieltag) nach Einwechslung bei einem 1:0-Sieg über AZ Alkmaar. Bereits bei seinem nächsten Einsatz schoss er, nachdem er in der Halbzeit ins Spiel kam, sein erstes Tor für die Mannschaft bei einer 2:3-Niederlage gegen den SC Heerenveen.
Im Februar 2024 wechselte Odgaard per Leihe nach Italien zum FC Bologna die eine Kaufoption besitzen. Die Kaufoption würde von Bologna im Sommer 2024 gezogen.

### Nationalmannschaft
Odgaard machte bislang insgesamt 20 Tore in 32 Spielen für diverse Jugendauswahlen der DBU.

## Erfolge
FC Bologna
- Italienischer Pokalsieger: 2024/25